# Piruauna tuberosa
Piruauna tuberosa là một loài bọ cánh cứng trong họ Cerambycidae.